# Llano de Almatá
El llano de Almatá (El Pla d'Almatà en catalán) es un yacimiento arqueológico situado en la ciudad de Balaguer, en la meseta conocida con el mismo nombre. Este yacimiento ocupa un área de 27 hectáreas, corresponiéndose con la práctica totalidad de la meseta en la que se ubica. Se encuentra delimitado por los acantilados del río Segre al este y el barranco de Alcoraç -conocido como barranco de los burros-, al sur. Desde el año 2005 los trabajos arqueológicos se han desarrollado en el área conocida como Zona 5, un área residencial del yacimiento en el que se han identificado nueve casas y dos calles dispuestas de forma octogonal.  Actualmente el yacimiento está declarado Bien Cultural de Interés Nacional.

## Origen del nombre
El lingüista Joan Coromines consideró que etimológicamente el nombre era de origen árabe, pero fue Pere Balañà quien le relacionó con un sustantivo árabe derivado de la raíz matana, que significa lugar fuerte, protegido, reforzado o terraplén. Continuando con la hipótesis, Raimon Martí en su diccionario árabe-latín y latín árabe (s. XIII),  sitúa la raíz uata como traducción de llanuras, lo que lleva a pensar que el derivado de esta forma, Almatá, habría significado el llano o la llanura, lo que incurre con una tautología producida, seguramente, por la incomprensión de los repobladores cristianos del significado exacto del nombre en árabe. 

## Inicio de las investigaciones
Los primeros historiadores de la ciudad de Balaguer, Josep Maria Pou y Pere Sanahuja, recogen la descripción que efectúa Francesc Borràs en 1802  de los restos que se veían en la zona de la Plana de Almatá y que, según Borràs, debían de ser estructuras antiguas del primer casco urbano de la ciudad. 
Josep Maria Pou concluyó que con mucha probabilidad, la ciudad de Balaguer estuviera construida antiguamente en el llano de Almatá y que durante la dominación musulmana fue trasladada junto al río, mientras que, en la zona superior, continuó residiendo la comunidad cristiana.  También, atribuía un origen romano a las estructuras defensivas del Llano de Almatá.  Sin embargo, no fue hasta mediados del siglo XX que Rodrigo Pita apuntó la posibilidad de una posterior reocupación islámica de un lugar en origen romano, hipótesis desestimada en la década de 1960 por Díez-Coronel, que asociaría las murallas a un campamento militar islámico del VIII.  La muralla, el elemento más visible desde la antigüedad, rodea una superficie total de unas veintisiete hectáreas. Dentro de dicho perímetro se han realizado diversas intervenciones desde que en 1982, casi de forma casual, se descubriesen unos hornos de cerámica en el transcurso de la cimentación de una estructura deportiva municipal que, finalmente, no se llegó a construir. 

## La muralla

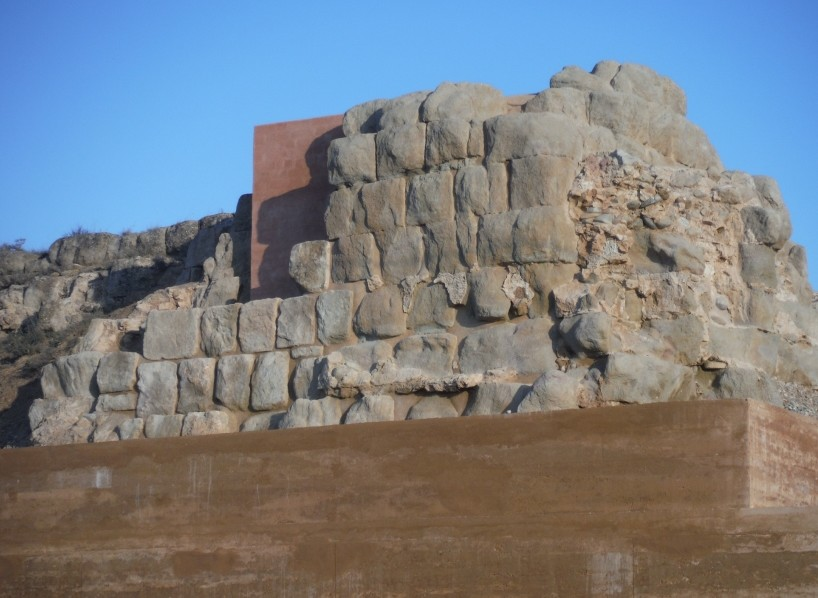
Vista general de una de las torres de la muralla del Llano de Almatá. Museo de la Noguera

La fase más antigua del yacimiento se asocia a este campamento militar islámico del siglo VIII, que actuaría como base para las incursiones hacia la Septimania francesa. Los restos encontrados durante esta fase se limitan a algunos fragmentos cerámicos recuperados durante los años ochenta y noventa, mientras que la muralla es el único elemento construido conservado y que tradicionalmente se ha relacionado con el campamento militar.  En la actualidad se conservan más de 700 metros lineales de muralla, principalmente en las caras norte y este del yacimiento, donde se encuentran adheridas un total de veinticuatro torres de planta rectangular (5 x 2,5 m) que pueden observarse en parte, aún hoy en día.

## Medina Balaguer
Las excavaciones llevadas a cabo en el interior del recinto amurallado han puesto de manifiesto la estructura de una Medina, datada en torno a la segunda mitad del X y presente durante todo el siglo XI y que perduró hasta el año 1105, año en que se produce la caída definitiva de la ciudad en manos cristianas. Por el momento no han aparecido restos estructurales que puedan situarse en un momento anterior.  Se desconoce, por tanto, cómo se produjo la evolución de campamento militar en medina consolidada en torno al XI .
La zona residencial conocida y excavada del Llano de Almatá se encuentra en el sector sur del yacimiento, donde se han excavado de forma extensiva un total de cuatro casas (durante los años 2005 a 2009), que se suman a las tres casas excavadas durante la intervención en los años ochenta. Estas últimas parecen ubicarse en el barrio de los alfareros, a juzgar por las estructuras localizadas (tres hornos de cerámica y varias cubetas de tratamiento de arcilla). A pesar de la diferencia de zona, las siete casas presentan una construcción similar, incluso cuando se comparan con las de otras ciudades como Lérida o Tortosa. Estas residencias son de planta rectangular y se encuentran construidas sobre un zócalo de cantos rodados y, ocasionalmente, sobre sillares de arenisca. Sobre el cimiento se levanta un encofrado de tapia. Hasta el momento todas las casas son de planta baja, de unos 160-180 m² y cubiertas con tejado árabe, aunque también se han documentado, en algunos casos, tejado de carrizo. Los pavimentos, en cambio, son de tierra prensada y presentan a menudo restos del enlucido de la pared. Los patios interiores presentan una superficie tosca, formada por suelo y grava sin compactar. 